# Йенсен, Никлас (хоккеист)
Никлас Йенсен (дат. Nicklas Jensen; род. 6 марта 1993, Хернинг, Рингкёбинг) — датский хоккеист, левый нападающий. Игрок сборной Дании.

## Карьера
Начинал играть в хоккей в родной команде. В сезоне 2009—2010 был признан лучшим молодым хоккеистом страны. В 2011 году был выбран на драфте клубом НХЛ «Ванкувер Кэнакс». В скором времени Никлас уехал в Америку. Первыве сезоны он выступал в командах ОХЛ и АХЛ. В конце чемпионата 2012/2013 тренеры взяли Йенсена в основной состав «Ванкувера» и доверили тому дебютировать в НХЛ. Всего в первом сезоне хоккеист провел две игры за клуб.

### Сезон 2013/2014
Большую часть первенства хоккеист провел в фарм-клубе «Ютика Кометс» в АХЛ. Однако в марте 2014 года Никлас Йенсен дождался своего шанса и снова был переведен в «Ванкувер Кэнакс». Уже во второй игре в сезоне Йенсен открыл счет своим заброшенным шайбам в НХЛ. 15 марта он забил гол в ворота «Вашингтона». В следующих матчах Йенсен продолжил регулярно набирать очки, что позволило ему закрепиться в основном составе своего клуба.
С 2017 года Йенсен выступает за клуб КХЛ «Йокерит». За 4 сезона провёл 183 матча в регулярных чемпионатах и набрал 132 очка (73+59). В плей-офф набрал 17 очков (7+10) в 27 играх.

### Карьера в сборной

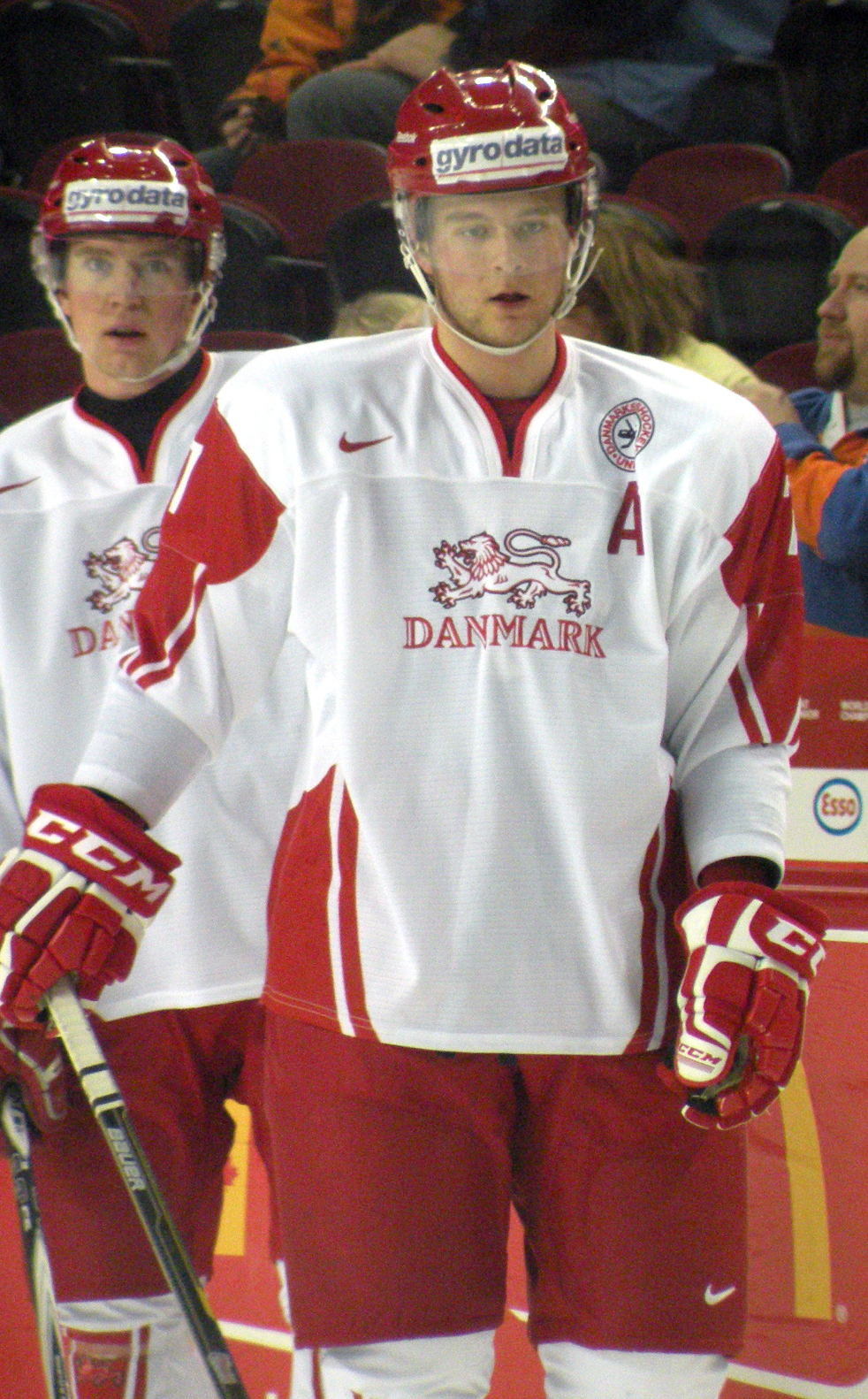
Йенсен на чемпионате мира среди молодёжи 2012 года

Никлас Йенсен выступал за молодёжную сборную Дании на 2 юниорских и 3 молодёжных чемпионатах мира.
За основную сборную Дании он дебютировал на чемпионате мира по хоккею 2013 года. На чемпионате мира 2021 года сделал хет-трик в ворота сборной Швеции (4:3).

## Семья
Отец Никласа Дан Йенсен — датский хоккеист. Выступал за сборную страны на протяжении 12 лет. Участник двух чемпионатов мира по хоккею в Высшем дивизионе.
Брат Йенсена Маркус также занимается хоккеем и является капитаном юниорской сборной Дании.

## Статистика
| 2008-09    | Herning Blue Fox II  | Den-2      | 4  | 3  | 0  | 3  | 0  | —  | — | — | —  | — |
| 2008-09    | Herning Blue Fox U20 | Den-U20    | 28 | 28 | 15 | 43 | 30 | 2  | 1 | 0 | 1  | 0 |
| 2009-10    | Herning Blue Fox     | DEN        | 34 | 12 | 14 | 26 | 28 | 10 | 6 | 4 | 10 | 8 |
| 2010-11    | Oshawa Generals      | OHL        | 61 | 29 | 29 | 58 | 42 | 10 | 7 | 4 | 11 | 2 |
| 2011-12    | Oshawa Generals      | OHL        | 57 | 25 | 33 | 58 | 29 | 6  | 1 | 4 | 5  | 0 |
| 2011-12    | Chicago Wolves       | AHL        | 6  | 4  | 0  | 4  | 6  | 2  | 2 | 0 | 2  | 0 |
| 2012-13    | AIK                  | SEL        | 50 | 17 | 6  | 23 | 16 | —  | — | — | —  | — |
| 2012-13    | Chicago Wolves       | AHL        | 20 | 2  | 2  | 4  | 8  | —  | — | — | —  | — |
| 2012-13    | Vancouver Canucks    | NHL        | 2  | 0  | 0  | 0  | 0  | —  | — | — | —  | — |
| 2013-14    | Utica Comets         | AHL        | 51 | 15 | 6  | 21 | 24 | —  | — | — | —  | — |
| 2013-14    | Vancouver Canucks    | NHL        | 7  | 3  | 2  | 5  | 6  | —  | — | — | —  | — |
| SEL totals | SEL totals           | SEL totals | 50 | 17 | 6  | 23 | 16 | —  | — | — | —  | — |
| AHL totals | AHL totals           | AHL totals | 77 | 21 | 8  | 29 | 38 | 2  | 2 | 0 | 2  | 0 |
| NHL totals | NHL totals           | NHL totals | 9  | 3  | 2  | 5  | 6  | —  | — | — | —  | — |